# Municipio de Raleigh (Illinois)
El municipio de Raleigh (en inglés: Raleigh Township) es un municipio ubicado en el condado de Saline en el estado estadounidense de Illinois. En el año 2010 tenía una población de 1186 habitantes y una densidad poblacional de 12,45 personas por km².

## Geografía
El municipio de Raleigh se encuentra ubicado en las coordenadas 37°48′48″N 88°32′41″O / 37.81333, -88.54472. Según la Oficina del Censo de los Estados Unidos, el municipio tiene una superficie total de 95.29 km², de la cual 93,29 km² corresponden a tierra firme y (2.1 %) 2 km² es agua.

## Demografía
Según el censo de 2010, había 1186 personas residiendo en el municipio de Raleigh. La densidad de población era de 12,45 hab./km². De los 1186 habitantes, el municipio de Raleigh estaba compuesto por el 99,16 % blancos, el 0,17 % eran amerindios, el 0,17 % eran asiáticos, el 0,08 % eran de otras razas y el 0,42 % eran de una mezcla de razas. Del total de la población el 0,17 % eran hispanos o latinos de cualquier raza.